# Плавни (Крым)
Пла́вни (до 1948 года Чегерчи́; укр. Плавні, крымскотат. Çegirçi, Чегирчи) — исчезнувшее село в Ленинском районе Республики Крым, располагавшееся на севере района и Керченского полуострова, у восточного берега Акташского озера, примерно в 2 км к югу от современного села Азовское.

## История
Первое документальное упоминание села встречается в Камеральном Описании Крыма… 1784 года, судя по которому, в последний период Крымского ханства Чегерче входил в Орта Керченский кадылык Кефинского каймаканства. После присоединения Крыма к России (8) 19 апреля 1783 года, (8) 19 февраля 1784 года, именным указом Екатерины II сенату, на территории бывшего Крымского Ханства была образована Таврическая область и деревня была приписана к Левкопольскому, а после ликвидации в 1787 году Левкопольского — к Феодосийскому уезду Таврической области. После Павловских реформ, с 1796 по 1802 год, входила в Акмечетский уезд Новороссийской губернии. По новому административному делению, после создания 8 (20) октября 1802 года Таврической губернии, Чегерчи был включён в состав Кадыкелечинской волости Феодосийского уезда.
По Ведомости о числе селений, названиях оных, в них дворов… состоящих в Феодосийском уезде от 14 октября 1805 года , в деревне Чигирче числилось 13 дворов и 77 жителей. На военно-топографической карте генерал-майора Мухина 1817 года деревня Сиуерче обозначена с 13 дворами. После реформы волостного деления 1829 года Чагирче, согласно «Ведомости о казённых волостях Таврической губернии 1829 года», отнесли к Чалтемирской волости (переименованной из Кадыкелечинской). Видимо, вследствие эмиграции крымских татар в Турцию, деревня опустела, и на карте 1836 года в деревне 8 дворов, а на карте 1842 года Чегерче обозначен условным знаком «малая деревня» (это означает, что в нём насчитывалось менее 5 дворов).
В 1860-х годах, после земской реформы Александра II, деревню приписали к Петровской волости. Согласно «Памятной книжке Таврической губернии за 1867 год», деревня Чегерчи была покинута жителями в 1860—1864 годах — в результате эмиграции крымских татар, особенно массовой после Крымской войны 1853—1856 годов, в Турцию, а затем заселена русскими; согласно «Списку населённых мест Таврической губернии по сведениям 1864 года», составленному по результатам VIII ревизии 1864 года, Чегерче — владельческая русская деревня с 22 дворами и 48 жителями близ морскаго берега. На трёхверстовой карте Шуберта 1865—1876 годов в деревне Чегерче обозначено 4 двора. По «Памятной книге Таврической губернии 1889 года», включившей результаты Х ревизии 1887 года, в деревне Чегерчи числился 41 двор и 229 жителей. По «…Памятной книжке Таврической губернии на 1892 год» в Чегерчи, входившем в Ташлыярское сельское общество, жителей и домохозяйств не числилось, а в безземельном Чегерчи, не входившем в сельское общество, значилось 137 жителей, домохозяйств не имеющих. На верстовой карте Крыма 1896 года в селении обозначен 41 двор с русско-татарским населением. По «…Памятной книжке Таврической губернии на 1902 год» в деревне Чегерчи, входившей в Ташлыярское сельское общество, числилось 144 жителя в 40 домохозяйствах. По Статистическому справочнику Таврической губернии. Ч.II-я. Статистический очерк, выпуск пятый Феодосийский уезд, 1915 год, в деревне Чегерчи Петровской волости Феодосийского уезда числилось 56 дворов (3 двора с землёй, 53 — безземельные) со смешанным населением в количестве 80 человек приписных жителей и 224 «посторонних», из которых 158 мужчин и 146 женщин. Жители владели 224 десятинами удобной земли. В хозяйствах имелось 137 лошадей, 70 волов, 93 коровы и 640 голов овец, свиней, или коз.
После установления в Крыму Советской власти, по постановлению Крымревкома, 25 декабря 1920 года был образован Керченский (степной) уезд, а, постановлением ревкома № 206 «Об изменении административных границ» от 8 января 1921 года была упразднена волостная система и село вошло в состав Петровского района Керченского уезда, а в 1922 году уезды получили название округов. 11 октября 1923 года, согласно постановлению ВЦИК, в административное деление Крымской АССР были внесены изменения, в результате которых округа были отменены, Петровский район упразднили, влив в Керченский район. Согласно Списку населённых пунктов Крымской АССР по Всесоюзной переписи 17 декабря 1926 года, в селе Чегерчи, Мескечинского сельсовета Керченского района, числилось 21 двор, из них 19 крестьянских, население составляло 109 человек, из них 75 украинцев, 20 татар и 15 русских. Постановлением ВЦИК «О реорганизации сети районов Крымской АССР» от 30 октября 1930 года (по другим сведениям 15 сентября 1931 года) Керченский район упразднили и село включили в состав Ленинского. На подробной карте РККА Керченского полуострова 1941 года в селении отмечено 17 дворов.
В 1944 году, после освобождения Крыма от фашистов, согласно Постановлению ГКО СССР № 5859 от 11 мая 1944 года, 18 мая крымские татары были депортированы в Среднюю Азию. С 25 июня 1946 года селение в составе Крымской области РСФСР. Указом Президиума Верховного Совета РСФСР от 18 мая 1948 года Чегерчи переименовали в Плавни. 26 апреля 1954 года Крымская область была передана из состава РСФСР в состав УССР. Время включения в Виноградненский сельсовет пока не установлено: на 15 июня 1960 года село уже числилось в его составе. Исключено из учётных данных в 1966 году (согласно справочнику «Крымская область. Административно-территориальное деление на 1 января 1968 года» — в период с 1954 по 1968 год, как село Останинского сельсовета).

### Динамика численности населения
| - 1805 год — 77 чел. - 1864 год — 48 чел. - 1889 год — 229 чел. - 1892 год — 137 чел. | - 1902 год — 144 чел. - 1915 год — 80/224 чел. - 1926 год — 109 чел. |